# Olingo de Gabbi
L'olingo de Gabbi (Bassaricyon gabbii) fou la primera espècie d'olingo a ser descoberta. Com els altres olingos, és nadiu de Centreamèrica i Sud-amèrica, on viu des de Nicaragua fins a l'Equador. Té el cos marró o marró grisós i és més fosc a la part central de l'esquena. La part ventral és de color crema. Les orelles són curtes i arrodonides i la cua és llarga, peluda i no prènsil. Les potes són curtes i tenen unes petites urpes. Els olingos de Gabbi pesen aproximadament 1,2-1,4 kg, amb una llargada corporal de 360-420 mm i una cua de 380-480 mm.